# Проституция в Камбодже
Проституция в Камбодже официально запрещена, но несмотря на это имеет широкое распространение. В 2008 году в стране был принят закон о запрете торговли людьми с целью сексуальной эксплуатации, вызвавший неоднозначную реакцию со стороны общественности и правозащитных организаций, в частности Human Rights Watch.

## История
Проституция и торговля женщинами существовали в камбоджийском обществе на протяжении многих веков, однако войны и потрясения XX века сильно отразились на индустрии в целом. Так, в годы правления красных кхмеров (1975—1979) проституция была строго запрещена. Полпотовцы без суда и следствия карали любого, кто был уличён во внебрачных связях. После свержения красных кхмеров и установления в 1979 году провьетнамского режима Хенг Самрина смертная казнь за оказания интим-услуг была отменена, однако проституция всё ещё находилась под запретом. Лишь с началом политических реформ в 1989 году индустрия стала постепенно возрождаться. 
В начале 1990-х годов в страну прибыло 20 000 миротворцев и персонал миссии ООН в Камбодже (ЮНТАК), создав огромной рынок сексуальных услуг в одной из беднейших стран Юго-Восточной Азии. Руководство миссии лояльно относилось к этому явлению и почти не принимало попыток остановить рост проституции в стране. Король Камбоджи Нородом Сианук резко критиковал сотрудников миссии за то, что они «обесчестили» камбоджийских женщин. После вывода контингента осенью 1993 года спрос на интим-услуги резко упал, что привело к снижению числа борделей и работниц секс-индустрии. 
С момента подписания в 1991 году Парижских соглашений число проституток в Камбодже выросло с 6 000 до 20 000 человек в 1992 году, а после вывода наблюдателей ООН вновь уменьшилось и находится в пределах от 4 000 до 10 000.